# Roussayrolles
Roussayrolles é uma comuna francesa na região administrativa de Occitânia, no departamento de Tarn. Estende-se por uma área de 5,38 km². Em 2010 a comuna tinha 86 habitantes (densidade: 16 hab./km²).